# 岡本帰一

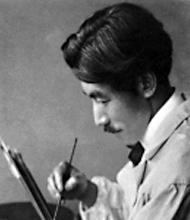
岡本帰一

岡本 帰一（おかもと きいち、1888年6月12日 - 1930年12月29日）は、童画家。兵庫県洲本に新聞社勤務の父・岡本甚吉と母・もとの長男として生まれ、東京で育った。1906年、東京市立第一中学校卒業。白馬会葵橋洋画研究所で油絵を学ぶ。1912年に岸田劉生や木村荘八らによって設立されたフュウザン会に創設メンバーとして参加。その後、童話雑誌「金の船（のちに「金の星」に改題）」、「コドモノクニ」に挿絵を描き始めた。1930年12月、腸チフスにより死去。弟子にまつやまふみお、岩岡とも枝、川島はるよらがいる。

## 略歴
この節の出典:
- 1888年 - 兵庫県淡路島の洲本で、新聞社勤務の父・岡本甚吉と母・もとの長男として生まれる。
- 1889年 - 父親が北海道毎日新聞に移り、家族で北海道に転居。
- 1892年 - 父親が都新聞に移り、東京・芝に転居。
- 1894年 - 芝の桜田小学校に入学。
- 1900年 - 小学校を卒業後、第一中学校に入学。この頃父親の友人であった画家の寺崎広業に絵の素養を認められる。
- 1906年 - 中学校を卒業。黒田清輝主宰の白馬会葵橋洋画研究所に入学、油絵を学ぶ。
- 1912年 - 斎藤与里、高村光太郎、岸田劉生、清宮彬らによって設立されたフュウザン会に創設メンバーとして参加。「第一回フュウザン展」を開催したことが黒田清輝の逆鱗に触れ、白馬会葵橋洋画研究所を破門となる。
- 1914年 - 増原貴志子と結婚。四谷舟町に家を借りて転居する。家の裏に楠山正雄が住んでおり、島村抱月、秋田雨雀らを紹介される。
- 1915年 - 楠山正雄の依頼により冨山房「模範家庭文庫」の一冊である「アラビヤンナイト」の装丁・挿絵を担当し、アーサー・ラッカムやエドマンド・デュラックの絵を学ぶ。
- 1919年 - 童話雑誌「金の船」（のちに「金の星」に改題）創刊。表紙・挿絵を担当する。この仕事を通じて野口雨情と知り合う。
- 1920年 - 舞台「青い鳥」の舞台美術・衣裳・照明を担当、高い評価を得る。
- 1922年 - 絵雑誌「コドモノクニ」創刊。第2号より絵画主任として関わる。「子供之友」にも執筆を開始。
- 1923年 - 関東大震災で被災、一時中野に転居したのち、杉並・成宗に新居を建てる。雑誌「少女倶楽部」に描きはじめる。
- 1924年 - 長男が誕生。「金の星」の表紙・挿絵の仕事を3月号を最後に降りる。絵雑誌「コドモアサヒ」に描きはじめる。
- 1925年 - 冨山房「画とお話の本」の第6巻「青い鳥」執筆。「コドモノクニ」を通じて東山新吉、松山文雄、岩岡とも枝らと知り合う。
- 1927年 - 初山滋、武井武雄、川上四郎、深沢省三、村山知義、清水良雄とともに日本童画家協会結成に参加。アルス「日本児童文庫」シリーズに執筆。
- 1928年 - 興文社「小学生全集」シリーズに執筆。誠文堂「コドモヱホンブンコ」のうち、「オトモダチ」「キンタラウ」「ユメノリヤカウ」を描く。
- 1930年 - 12月、腸チフスを発病し、29日死去。享年42。

## ギャラリー

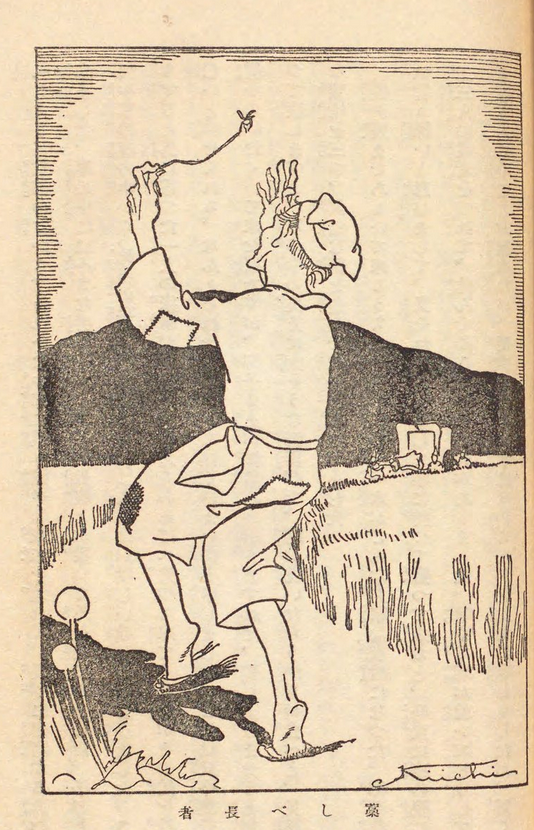
『柳田國男民話集 わらしべ長者 』(1916年) 挿し絵
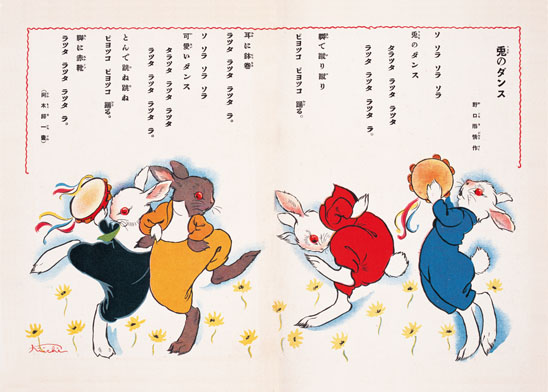
兎のダンス (1924年) 野口雨情詩
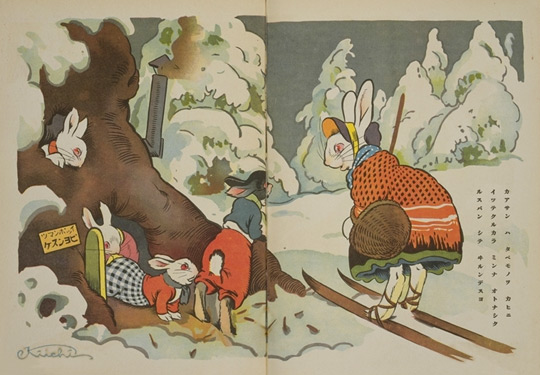
『コドモノクニ』（1925年2月号）
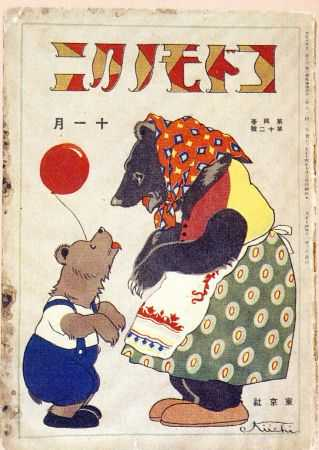
『コドモノクニ』（1925年11月号）
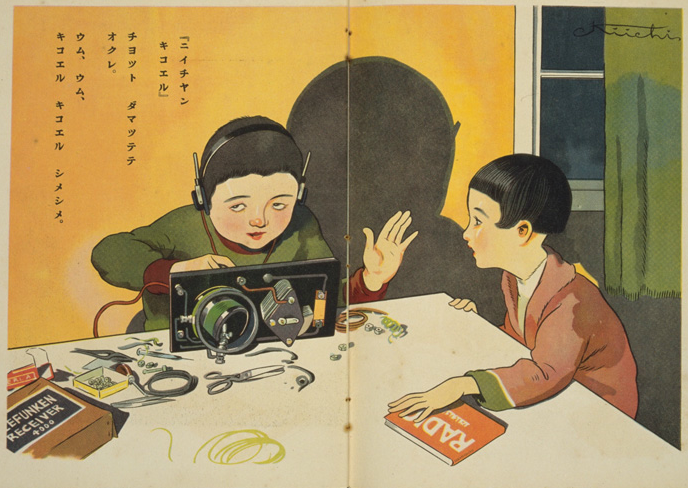
ラヂオ (1928年)
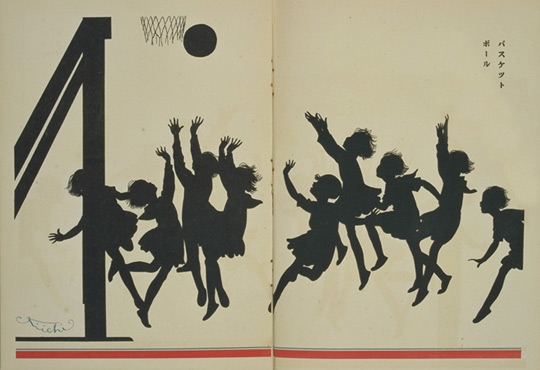
バスケットボール（1928年）
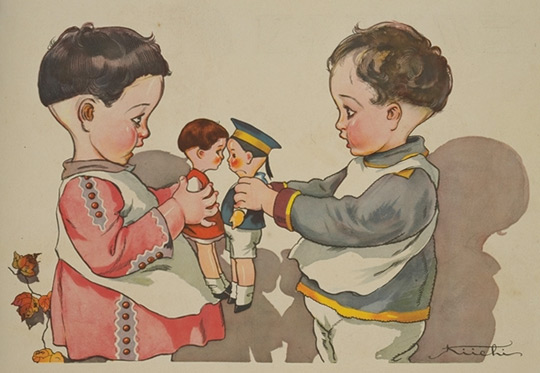
ナカヨシ人形 (1931年)